# Nậm Lúc
Nậm Lúc là một xã thuộc huyện Bắc Hà, tỉnh Lào Cai, Việt Nam.

## Địa lý
Xã Nậm Lúc có diện tích 60,87 km², dân số năm 1999 là 2.201 người, mật độ dân số đạt 36 người/km².
Toàn xã có 4 thành phần dân tộc: người Dao chiếm trên 50 %, người Mông chiếm trên 20 %, còn lại là người Tày và người Kinh.

## Lịch sử
Tên gọi Nậm Lúc theo tiếng Tày có nghĩa là “nhiều nước”. Xã Nậm Lúc giáp ranh với huyện Bảo Yên.